# Inselburg

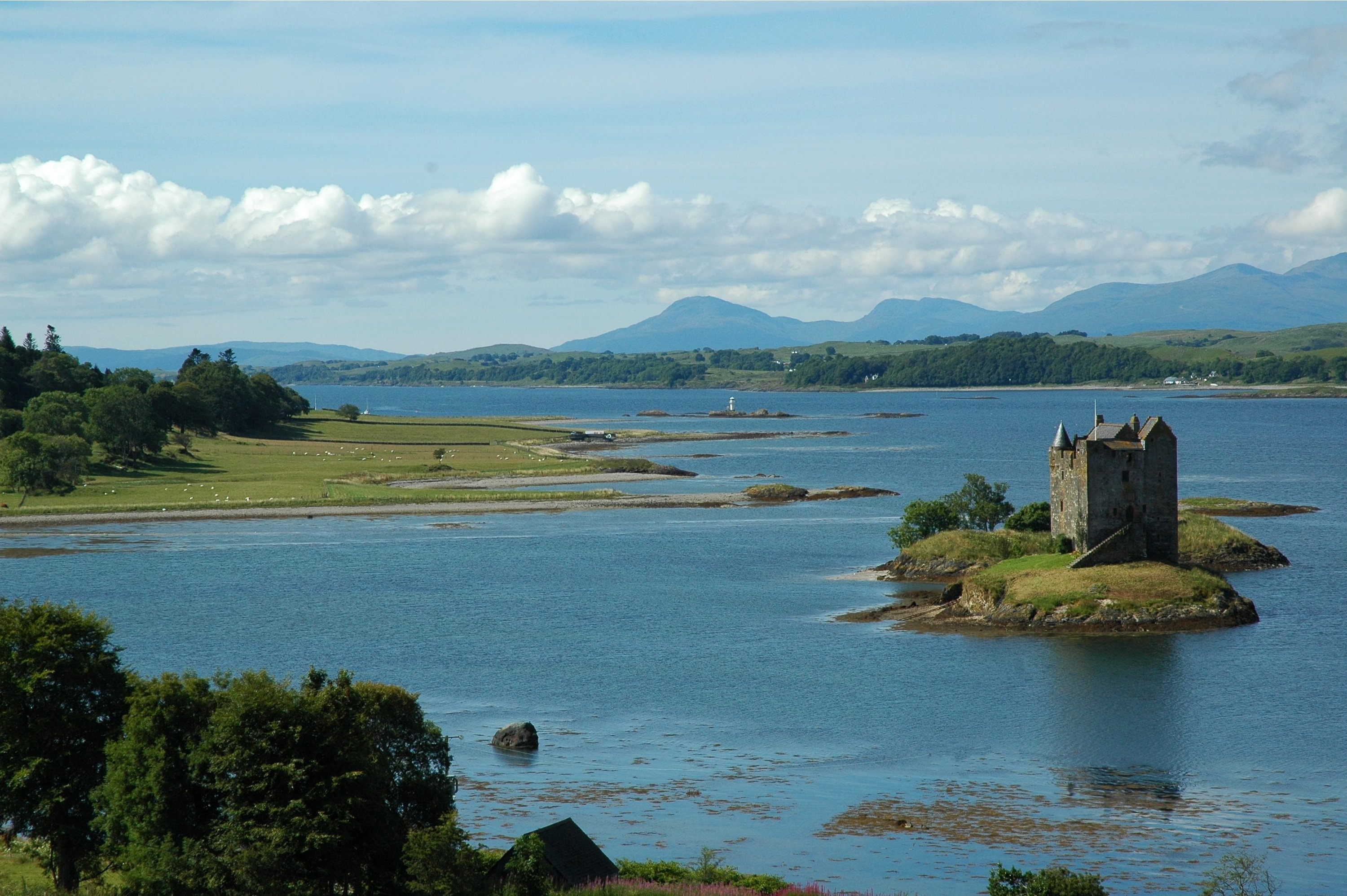
Castle Stalker, eine Inselburg in Schottland

Die Inselburg ist eine Variante der Wasserburg. Sie zeichnet sich durch ihre Lage auf einer künstlichen oder natürlichen Insel aus. Sie ist eine typische Niederungsburg.
Da die Insel, auf der die Burg errichtet wurde, durch mindestens zwei Wasserarme vom Ufer getrennt ist, waren künstlich zu errichtende Abwehranlagen wie zum Beispiel Wassergräben oder Schildmauern in der Regel zumindest dann nicht erforderlich, wenn die Burg von einem fließenden Gewässer umgeben war. Solche Burganlagen konnten daher recht problemlos und auch kostengünstig erbaut werden. Viele Inselburgen in Seen wurden allerdings im Winter, wenn eine tragfähige Eisdecke vorhanden war, relativ leicht erobert, da sie oft eher schwach befestigt waren.

## Bekannte Inselburgen
- Die wohl bekannteste Inselburg in Deutschland ist die Burg Pfalzgrafenstein bei Kaub.
- Schweriner Schloss
- Grafenburg (Lauffen am Neckar), einzige Inselburg im heutigen Baden-Württemberg[1]
- Wasserburg Trakai